# Cerodontha iridicola
Cerodontha iridicola este o specie de muște din genul Cerodontha, familia Agromyzidae. A fost descrisă pentru prima dată de Koizumi în anul 1953. Conform Catalogue of Life specia Cerodontha iridicola nu are subspecii cunoscute.